# Pyrofomes tricolor
Pyrofomes tricolor är en svampart som först beskrevs av William Alphonso Murrill, och fick sitt nu gällande namn av Corner 1989. Pyrofomes tricolor ingår i släktet Pyrofomes och familjen Polyporaceae.   Inga underarter finns listade i Catalogue of Life.